# Witold Mokiejewski
Witold Mokiejewski (ur. 24 maja 1958 we Wrocławiu) – polski kolarz szosowy i torowy, mistrz Polski.

## Życiorys
W 1977 ukończył IX Liceum Ogólnokształcące im. Juliusza Słowackiego we Wrocławiu. Był zawodnikiem Dolmelu Wrocław. Treningi rozpoczął w 1971. Był dwukrotnym medalistą mistrzostw świata juniorów w szosowym wyścigu drużynowym na 70 km (1975 – 2 m., 1976 – 3 m.). Jego największym sukcesem były dwa tytuły mistrza Polski wywalczone w 1981 w szosowym wyścigu parami (z Janem Brzeźnym) oraz na 4000 m drużynowo na dochodzenie (w barwach Dolmelu). W tym samym roku bez sukcesów wystąpił też na mistrzostwach świata w szosowym wyścigu drużynowym na 100 km (14 m.). W 1982 startował w Wyścigu Pokoju (28 m.), a w 1983 był 5 w Tour de Pologne, zwyciężając przy tym w klasyfikacji punktowej. Jako torowiec wystąpił na mistrzostwach świata w 1978 i 1979 w wyścigu drużynowym na 4000 m na dochodzenie. W pierwszym z tych startów odpadł w eliminacjach, w drugim zajął 8. miejsce. Na Igrzyskach Olimpijskich w Moskwie (1980) był rezerwowym drużyny na 4000 m, ale ostatecznie nie wystąpił w tych zawodach.
Po zakończeniu kariery ukończył w 1993 Akademię Wychowania Fizycznego we Wrocławiu i prowadzi w tym mieście sklep rowerowy.